# Cyrtopodion aravallensis
Espèce
Synonymes
- Cyrtodactylus aravallensis Gill, 1997

Cyrtopodion aravallensis est une espèce de geckos de la famille des Gekkonidae.

## Répartition
Cette espèce est endémique de Delhi en Inde. Elle se rencontre dans l'arête de Delhi (ou chaîne de Delhi) dans les Ârâvalli.

## Étymologie
Son nom d'espèce, composé de aravall et du suffixe latin -ensis, « qui vit dans, qui habite », lui a été donné en référence au lieu de sa découverte, les Ârâvalli.

## Publication originale
- Gill, 1997 : Cyrtodactylus aravallensis, a new Gekkonidae from the Delhi Ridge. Journal of the Bombay Natural History Society, vol. 94, no 1, p. 122-123.